# Jakobinische Architektur

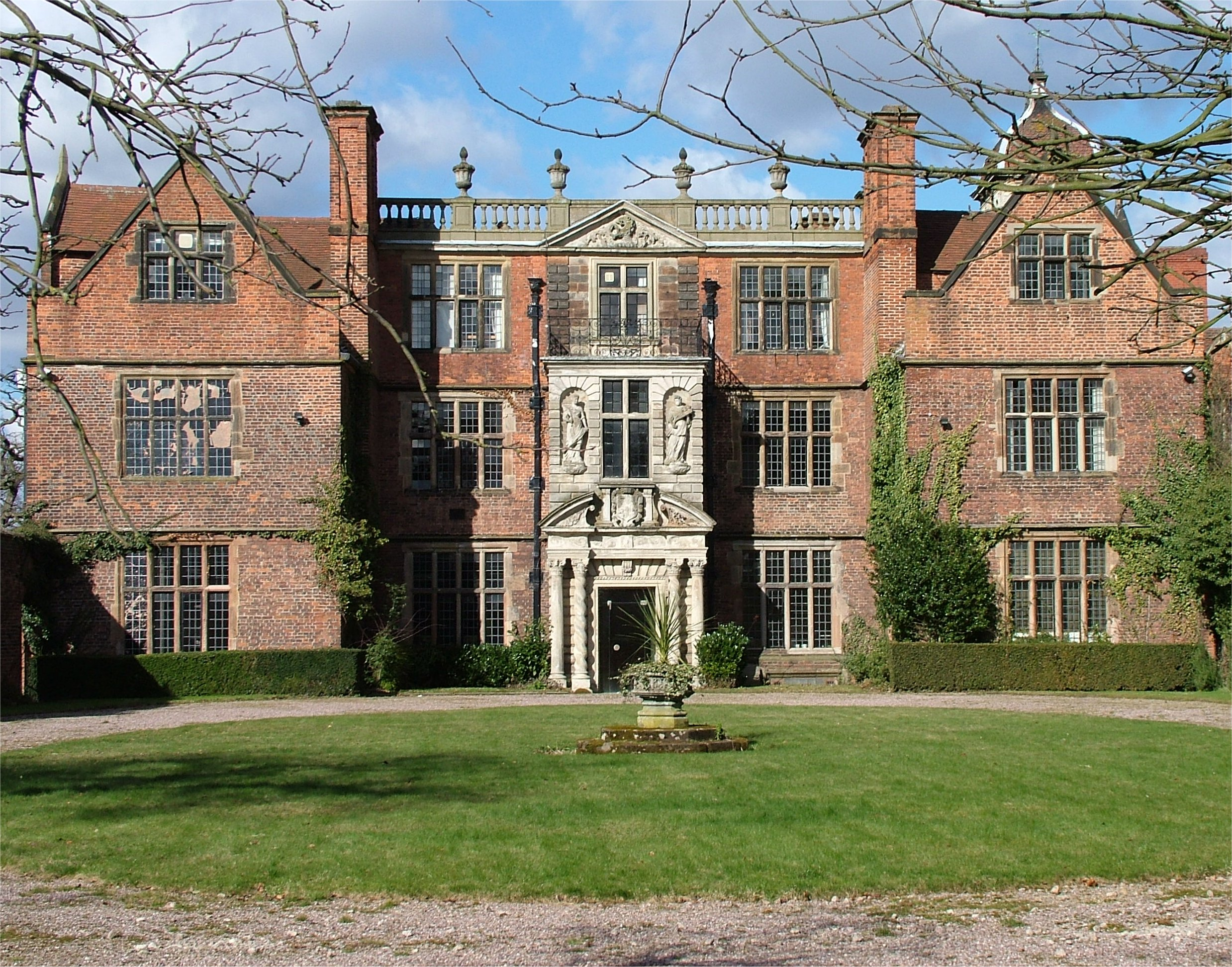
Castle Bromwich Hall

Die jakobinische Architektur ist die zweite Phase der Renaissance in England. Sie war eine Weiterentwicklung der elisabethanischen Architektur und ist nach König Jakob I. von England benannt, zu dessen Regierungszeit (1603–1625) sie in Mode war.

## Charakteristiken
In die Regierungszeit König Jakobs VI. von Schottland (auch König Jakob I. von England) fällt die erste wesentliche Einführung von Renaissancemotiven in freier Form in England, die durch deutsche und flämische Baumeister und nicht durch italienische geschah. Die Grundlinien der elisabethanischen Architektur blieben, aber die Formensprache wurde durchgängiger und einheitlicher angewandt, sowohl in den Grundrissen als auch in den Fassaden. Säulen und Pilaster, Rundbogenarkaden und flache Dächer mit durchbrochenen Brüstungen wurden häufig verwendet. Diese und andere klassische Elemente tauchten in einer freien, phantastischen Eigenheit und nicht in klassischer Reinheit auf. Prismatische Rustizierungen und ornamentale Details waren eingemischt, Beschläge und Rauten, die auch für den elisabethanischen Stil typisch waren. Dieser Baustil beeinflusste auch den Stil der Möbel und der Kunstgegenstände.

## Geschichte und Beispiele

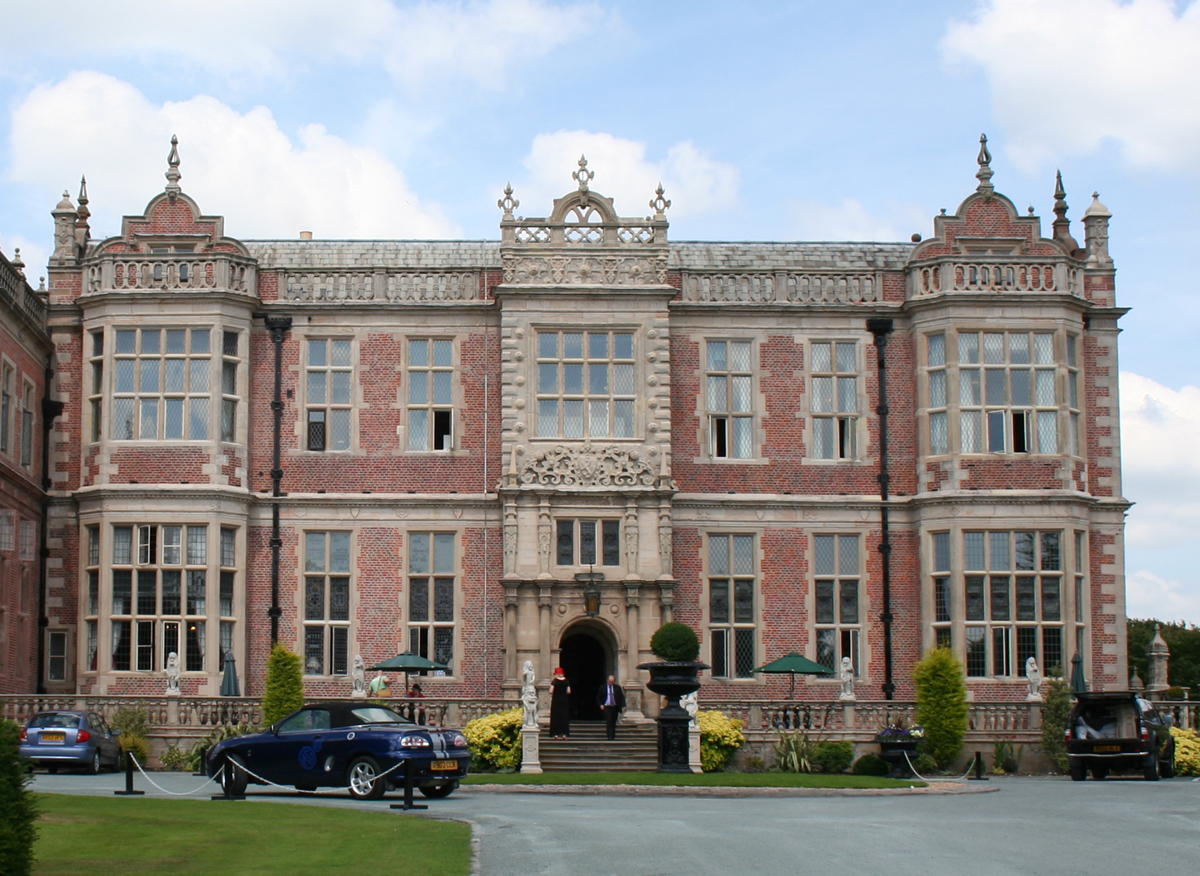
Der Ostflügel von Crewe Hall in Cheshire im jakobinischen Stil, errichtet 1615–1636

Reproduktionen klassischer Muster fanden bereits während der Regentschaft Elisabeth I. ihren Weg in die englische Architektur, oft basierend auf John Stutes The First and Chief Grounds of Architecture von 1563 und den Wiederauflagen von 1579 und 1584. 1577, drei Jahre vor dem Baubeginn von Wollaton Hall, brachte Hans Vredeman de Vries in Antwerpen ein Heft mit klassischen Mustern heraus. Nominell basierte dieses Heft auf der Beschreibung der Muster von Vitruv, der Autor wich aber davon nicht nur in ihrer Darstellung ab, sondern machte selbst Vorschläge, wobei er zeigte, wie diese Muster in verschiedenen Gebäuden eingesetzt werden konnten. Diese Vorschläge waren so außerordentlich dekadent, dass selbst der Autor es für ratsam hielt, einen Brief von einem Kanoniker der Kirche zu veröffentlichen, der aussagte, dass kein Detail seiner Architektur der Religion widerspreche. Diesen Publikationen verdankt die jakobinische Architektur die Perversion ihrer Formen und die Einführung von Beschlagwerk und durchbrochenen Brüstungen, die erstmals in der Wollaton Hall (1580) auftauchten. Im Bramshill House in Hampshire (1607–1612) und im Holland House in Kensington (1624) erfuhren sie ihre stärkste Ausprägung. Strenger an italienische Vorbilder hielt sich Inigo Jones 1619 in Whitehall.

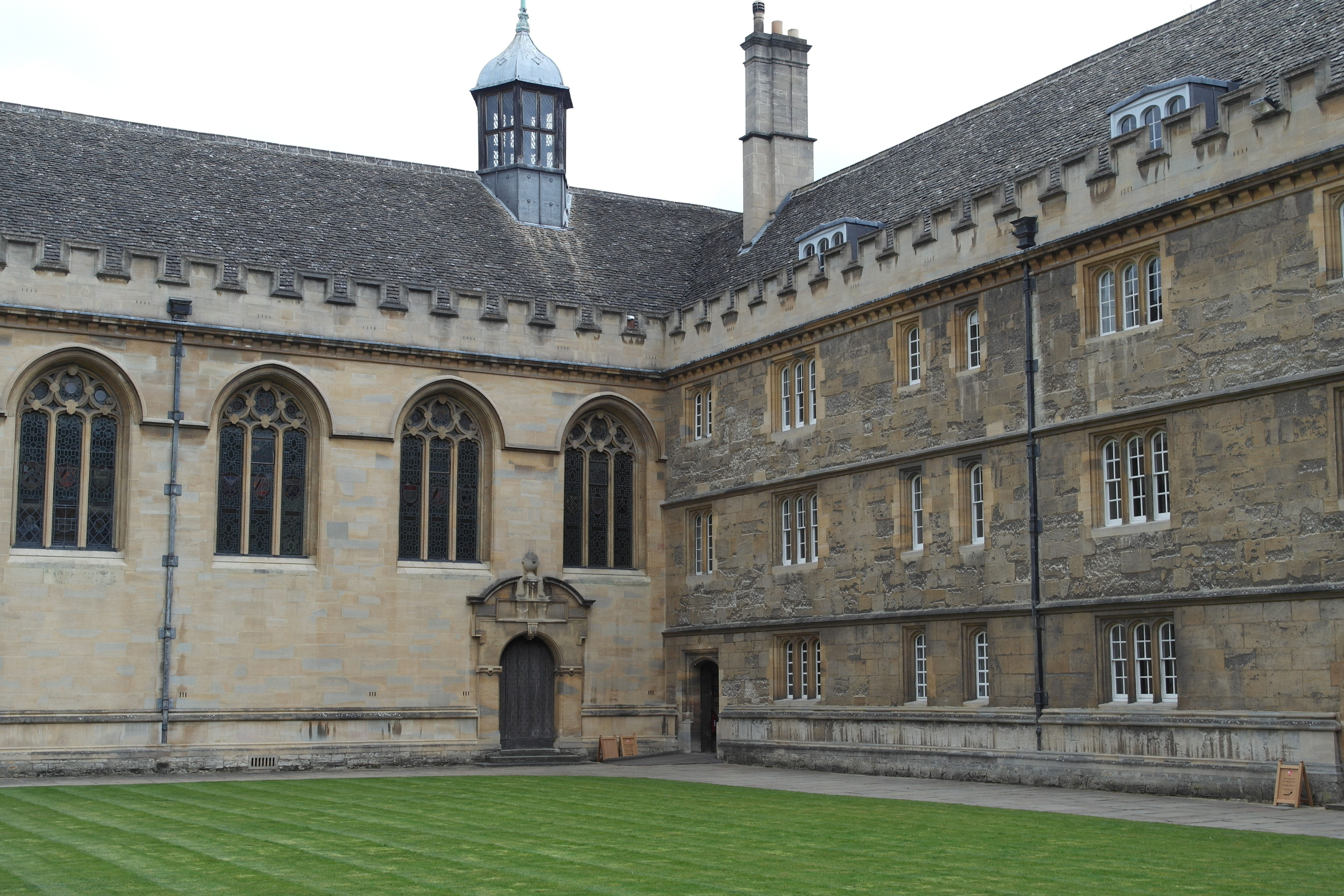
Wadham College, Oxford

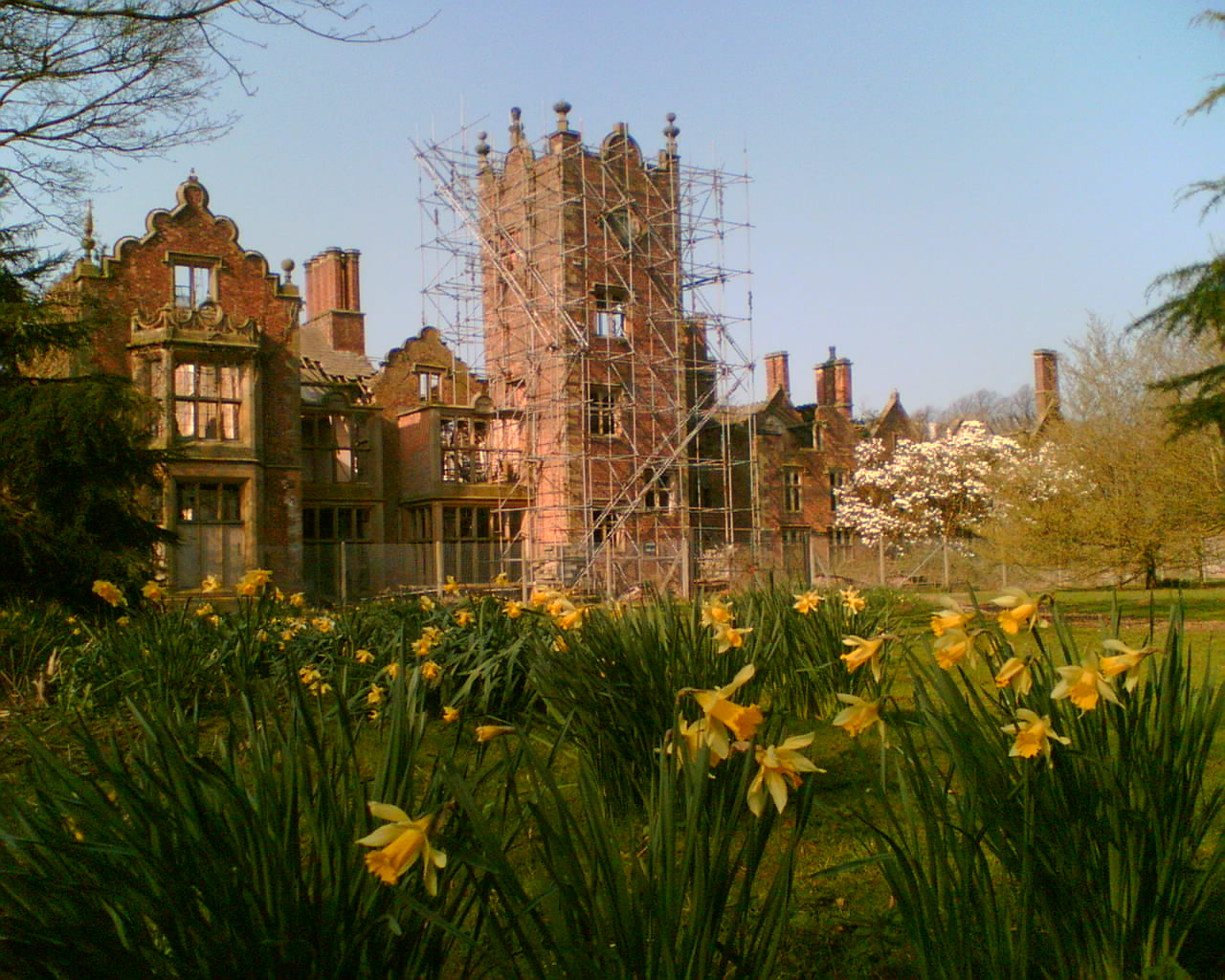
Bank Hall in Bretherton, errichtet 1608

Weitere wichtige Gebäude im jakobinischen Stil sind Crewe Hall in Cheshire, Hatfield House in Hertfordshire, Knole House bei Sevenoaks in Kent, Charlton House in Charlton (London), Holland House von John Thorpe, Plas Teg bei Pontblyddyn zwischen Wrexham und Mold in Wales, Bank Hall in Bretherton, Castle Bromwich Hall bei Solihull und Lilford Hall in Northamptonshire.
Obwohl mit dem Begriff der jakobinischen Architektur der Baustil bezeichnet wird, der in England im ersten Viertel des 17. Jahrhunderts vorherrschte, findet man ihre besonders dekadenten Details bereits fast 20 Jahre früher in Wollaton Hall in Nottinghamshire, und in Oxford und Cambridge gibt es Beispiele hierfür bis 1660.
Ein besonders wichtiges Beispiel in Oxford ist das Wadham College. Hier reicht das Formenspektrum vom Perpendicular-Maßwerk des Chorfensters der Kapelle und den leicht spitzen Bögen der übrigen Kapellenfenster über Renaissanceportale bis zum Maßwerk der seitlichen Kapellenfenster, wo in die aus der Gotik übernommenen Fenstergliederung ovale Formen eingeführt werden, die einen Vorgriff auf das Rokoko darstellen.

## In der Neuen Welt
In den Jahren 1607 und 1620 gründete England seine ersten erfolgreichen Kolonien: Jamestown in Virginia und Plymouth in Massachusetts. Wie andere Siedler in der Neuen Welt erstellten die neu Angekommenen ihre Häuser und Gebäude in dem Stil, den sie aus ihrer Heimat kannten, also im jakobinischen Stil ihres Herkunftsorts – und so handelten auch ihre Nachfolger in späteren Jahrhunderten. So wurde z. B. die Stülpschalung, die heute noch bei Häusern in Neuengland und Nova Scotia üblich ist, von der örtlichen Architektur im Nordosten Englands Anfang bis Mitte des 17. Jahrhunderts abgeleitet. Historiker klassifizieren diese Architektur oft als Untertyp der amerikanischen Kolonialarchitektur, der First-Period-Architecture genannt wird. Es gibt aber große Übereinstimmungen zwischen der Architektur der Unterschicht Anfang des 17. Jahrhunderts in England und der amerikanischen Kolonialarchitektur. Dort haben wegen des geringen Kontaktes zwischen den amerikanischen Kolonisten und der Mode in England einige wichtige Elemente der jakobinischen Ära die Zeit deutlich überlebt.
Als die Puritaner, die sogenannten Pilgerväter, im Winter 1620 in Neuengland ankamen, gab es wegen des kalten Wetters keine Zeit zu verlieren: Viele Siedler, die mit der Mayflower gekommen waren, waren sehr krank und brauchten Häuser, bevor ihre Krankheiten sich weiter ausbreiten konnten. Diejenigen, die noch gesund genug waren, mussten schnell handeln, und so ähnelten die ersten Gebäude in Neuengland stark den Flechtwerk-Bauernhöfen der einfachen Leute zu Hause, insbesondere denen von East Anglia und Devonshire mit ihren Strohdächern. Das Dachmaterial war allerdings Gras, das man in den Salzmarschen fand. Die meisten dieser Häuser hatten nur zwei Räume und einen einfachen Kamin in der Mitte, so wie einfache Häuser in Großbritannien seit der früheren elisabethanischen Zeit. Sie hatten einen Holzrahmen, einen Unterboden und einen Oberboden aus rohen Brettern sowie Platz zur Einlagerung der Vorräte. Die ausgegrabenen Überreste der Häuser von Myles Standish und John Alden, die auch von den Pilgervätern acht Jahre lang bewohnt worden waren, zeigen, dass diese Häuser sehr klein und schmal waren, durchschnittlich nur 12 Meter lang und 4,5 Meter breit. 
Dies entspricht ungefähr der Größe der Häuser, die die einfacheren Leute (besonders Yeomen und Kleinbauern) in England bewohnten. Dies kann man aus Steuerrollen der jakobinischen Zeit erkennen, die bis heute überlebt haben.
Beispiel der originalen jakobinischen Architektur in Amerika sind z. B. Drax Hall Great House und die St Nicholas Abbey, beide in Barbados, und Bacon’s Castle im Surry County (Virginia).